# Stazione di Shimo-Takaido
La stazione di Shimo-Takaido (下高井戸駅?, Shimo-Takaido-eki) è una stazione ferroviaria di Tokyo che si trova nel distretto di Setagaya, passante per la linea Keiō della Keiō Corporation. La stazione integra anche il capolinea della metrotranvia linea Tōkyū Setagaya.

## Linee
Keiō Corporation
● Linea Keiō
 Tōkyū Corporation
● Linea Tōkyū Setagaya

## Struttura

### Stazione Keiō
La stazione dispone di due banchine laterali con due binari passanti in superficie. Essendo in questo punto i binari in curva, i treni in transito possono percorrere il tratto alla velocità massima di 60 o 65 km/h in base alla direzione.
| 1 | ● Linea Keiō | per Meidaimae, Chōfu, Hashimoto, Keiō-Hachiōji e Takaosanguchi (Dalla nuova linea Keio) |
| 2 | ● Linea Keiō | per Sasazuka, Shinjuku e linea Shinjuku della metropolitana di Tokyo                    |

### Stazione Tōkyū
La linea Setagaya ha qui uno dei suoi due capolinea, e sono quindi presenti due banchine di testa con un singolo binario. I due marciapiedi sono utilizzati uno per accedere ai treni e uno per scendere.
| 1-2 | ● Linea Tōkyū Setagaya | per Meidaimae e Sangen-Jaya |

## Stazioni adiacenti
| «                                 | Servizio      | »           |
| Linea Keiō                        | Linea Keiō    | Linea Keiō  |
| --------------------------------- | ------------- | ----------- |
| Meidaimae                         | Locale Rapido | Sakurajōsui |
| Tutti gli altri treni non fermano |               |             |
| Linea Tōkyū Setagaya              |               |             |
| Matsubara                         | Locale        | Capolinea   |